# Долорес Гоуп
Долорес Гоуп (англ. Dolores Hope; 27 травня 1909 — 19 вересня 2011) — американська співачка, меценат, друга дружина актора Боба Гоупа.

## Біографія
Долорес ДеФайна народилась в Нью-Йорку в сім'ї з італійським та ірландським корінням. Її батько вмер незабаром після її народження, і вихованням юної Долорес займалась мати. На початку 1930-х років Долорес розпочала сольну музичну кар'єру під псевдонімом Долорес Рід. У 1933 році під час виступу в нічному клубі «Vogue» на Мангеттені вона познайомилась з коміком та актором Бобом Хоупом. 19 лютого 1934 відбулось їх весілля в місті Ері (штат Пенсильванія). В подальшому вони стали батьками чотирьох дітей, котрих всиновили в одному з дитячих будинків штату Іллінойс.
У 1940-х роках Долорес Хоуп, спільно з чоловіком, виступала з концертами перед американськими воєнними під час Другої світової війни. В подальшому пара часто разом гастролювала з аналогічними виступами гарячими точками планети, в яких були задіяні військовослужбовці США. У 1990 році вона стала єдиною артисткою жіночої статі, котрій дозволили виступати в Саудівській Аравії.
У віці 83 років Долорес Гоуп записала свій перший альбом — «Dolores Hope: Now and Then». В подальшому вона випустила ще 3 диски, а також різдвяний альбом «Hopes for the Holidays», записаний в дуеті з чоловіком.
В липні 2003 року, у віці 100 років (через 2 місяці після дня народження) помер Боб Гоуп. Наступного року помер їх прийомний син Ентоні. У 2008 році співачка перенесла інсульт, який, завдяки вчасному втручанню медиків, не завдав серйозних проблем її здоров'ю.
Долорес Гоуп є почесним членом правління гуманітарної організації «Крила надії» (гра слів: англ. Hope — надія).
За роки своєї кар'єри і гуманітарної діяльності Долорес Хоуп здобула чимало престижних премій та нагород, серед яких Орден святого Григорія Великого та зірка на Голлівудській Алеї Слави.
Долорес Гоуп померла 19 вересня 2011 року в своєму домі в передмісті Лос-Анджелеса.

## Благодійність
Долорес Гоуп відома завдяки своєму внеску в історію медичного центру Двайта Ейзенхауера. Цей некомерційний медичний центр у 2005 році було визнано одним зі ста найкращих медичних закладів США.
Цей центр завдячує своїм заснуванням подружжю Гоупів. У 1966 році було проведено благодійний турнір з гольфу імені Боба Гоупа, одержані від турніру кошти було використано для створення медичного центру. Долорес та Боб пожертвували 320 гектарів землі для будівництва центру, допомогли фінансово та взяли участь у зборі коштів.
Також Долорес брала участь у благодійних концертах.